# 秘密军事组织
秘密军事组织（法語：或；缩写OAS）是阿尔及利亚战争期间的一个存在时间很短的法国极右翼准军事组织，成立于1961年，由拉乌尔·萨朗、皮埃尔·拉加亚尔德和让-雅克·苏西尼创立。为了阻止阿尔及利亚脱离法国殖民统治，秘密军事组织曾执行过恐怖袭击，包括暗杀、爆炸等行为，导致超过2000人死亡。其口号是“阿尔及利亚是法国的，并将永远如此”（L’Algérie est française et le restera）。
该组织由现有网络组织而成，其自称“反恐分子”“自卫队”或“抵抗力量”，自战争早期便对阿尔及利亚民族解放阵线以及被视为其支持者的人群发动袭击。其于1961年1月在弗朗哥统治的西班牙马德里正式成立，作为部分法国政客和军官对戴高乐组织的关于阿尔及利亚自决的1961年1月8日公投的回应。
通过在法国本土和法属阿尔及利亚实施爆炸和有针对性的暗杀行动，该组织试图阻止阿尔及利亚独立。据估计，这些行动在1961年4月至1962年4月间共造成约2000人死亡。这场行动在1962年《埃维昂协议》签署后达到高潮，该协议赋予了阿尔及利亚独立，并标志着“黑脚”（出生在阿尔及利亚的欧洲裔）大规模逃离的开始。此外，1962年让·巴斯蒂安-蒂里在巴黎郊区的小克拉马对戴高乐发动的刺杀行动，也是其高潮之一。存在主义哲学家让-保罗·萨特因支持阿尔及利亚独立而成为秘密军事组织的重要刺杀目标。
该组织至今仍在法国民族主义运动中拥有崇拜者。2006年7月，一些该组织的同情者试图重新点燃无名战士墓前的长明火，以纪念1962年7月5日的奥兰大屠杀。

## 历史

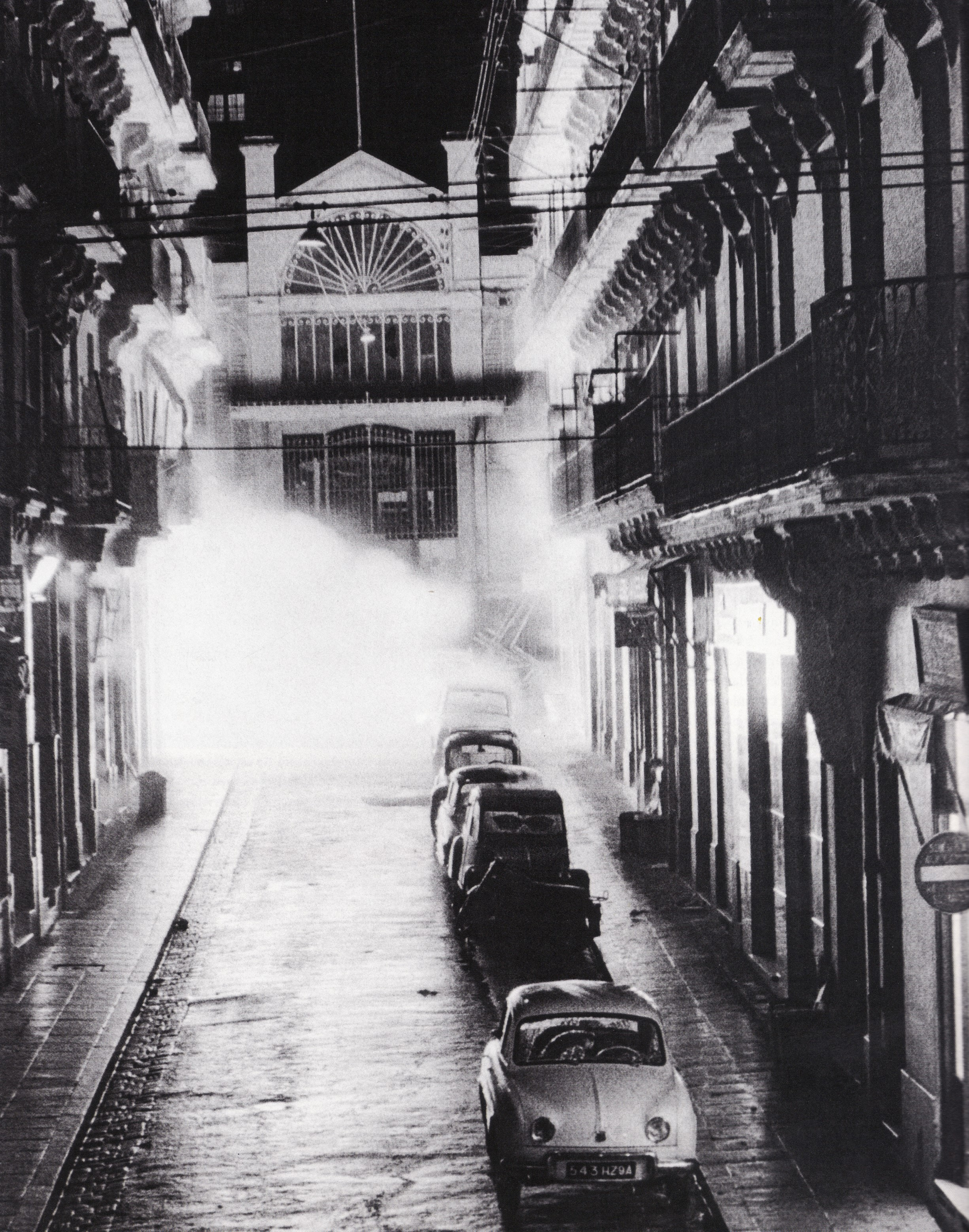
秘密军事组织的炸弹在巴布瓦德爆炸（1962年1月）

秘密军事组织的成立是对1961年关于阿尔及利亚自决的公投的回应。该组织于1961年1月在西班牙成立，由前军官皮埃尔·拉加亚尔德（他曾领导1960年阿尔及尔围城事件）、拉乌尔·萨朗将军（参与了1961年阿尔及尔政变，即所谓“将军暴动”）、让-雅克·苏西尼以及其他法国军队成员组成，后者包括伊夫·介朗-塞拉克和来自第一次印支战争的前法国外籍兵团成员。该组织在法国本土的分支OAS-本土（OAS-Métro）由上尉皮埃尔·塞尔让领导。这些军官整合了早期反民族解放阵线的网络，如法属阿尔及利亚抵抗组织。尽管该运动在整体上具有反共和威权主义的基础，与许多殖民者的政治立场一致，但其中也包括不少前共产党人，以及一些认为其斗争是在抵御民族解放阵线、捍卫阿尔及利亚人与殖民者之间兄弟情谊的成员。在法国，该组织主要从公开的法西斯政治团体中招募成员；而在阿尔及利亚，其构成更为多元化，其中包括由让·格纳西亚领导的一支阿尔及利亚犹太人小队。一些阿尔及利亚的OAS成员将这场冲突视为类似法国抵抗运动的斗争，与后来的戴高乐派对该运动的描述不同，OAS内部除了有维希政权的合作者外，也包括不少前抵抗运动成员。
反对阿尔及利亚独立的抵抗始于1960年1月，1961年在将军暴动期间暴力事件进一步爆发。苏黎世联邦理工学院平行历史项目的丹尼勒·甘瑟声称，由北约指挥的格拉迪奥敌后网络曾参与其中，但尚未找到确凿证据。这两次叛乱都被迅速镇压，许多创建OAS的领导人被监禁。
通过在法国本土和法属阿尔及利亚领土上实施破坏和暗杀行动，OAS试图阻止阿尔及利亚独立。第一个受害者是皮埃尔·波皮耶，他是律师和人民共和运动主席，他曾在电视上表示：“法属阿尔及利亚已经死了”（L’Algérie française est morte）。1961年5月31日，阿尔及尔法国内务警察负责人罗歇·加武里被OAS德尔塔突击队领导人罗歇·德盖尔德尔指使下暗杀，实际执行者是克洛德·皮耶和阿尔贝·多韦卡尔。OAS因使用塑胶炸药发动的袭击，被广泛称为而臭名昭著。
1961年10月，皮埃尔·拉加亚尔德在1960年路障周后逃往佛朗哥统治下的西班牙，随后在马德里被捕，和他一同被捕的还有意大利活动人士圭多·詹里蒂尼。之后，佛朗哥将拉加亚尔德流放至加那利群岛。
德尔塔突击队进行了无差别的大规模屠杀，例如1962年3月17日的袭击；5月5日针对清洁工的袭击；以及1962年3月15日对六名法国国民教育和青年部督学的袭击，这些督学负责“社会教育中心”（Centres sociaux éducatifs），其中包括阿尔及利亚作家穆卢德·费拉翁等人。据估计，OAS在1961年4月至1962年4月间发动的暗杀行动共造成约2000人死亡，另有两倍于此的人数受伤。
OAS曾多次试图刺杀法国总统戴高乐。最著名的一次行动是1962年8月22日在巴黎郊区小克拉马发动的伏击，这次行动由并非OAS成员的军工工程师让·巴斯蒂安-蒂里策划。1963年3月，戴高乐拒绝赦免巴斯蒂安-蒂里，他随后被执行死刑。弗雷德里克·福赛思于1971年出版的小说《豺狼的日子》和1973年同名电影对这次刺杀事件进行了艺术化再现。
OAS对极端暴力的使用引发了一些“黑脚”以及法国本土民众的强烈反对。结果，OAS最终不仅与阿尔及利亚民族解放阵线发生暴力秘密冲突，还与法国情报部门以及戴高乐派的准军事组织“共同体运动”发生冲突。共同体运动最初是阿尔及尔的一个政治运动，但由于OAS的暴力行为，最终演变为一支准军事力量。该组织掌握了重要情报，并定期将其传递给法国情报部门，但最终被OAS的暗杀活动所摧毁。

## 1962年《埃维昂协议》与OAS的斗争
秘密军事组织的主要希望是证明民族解放阵线在1962年3月19日《埃维昂协议》签署及1962年6月公投后，秘密重新启动了军事行动。因此，在这三个月期间，OAS发动了一轮新的恐怖主义攻势，试图迫使FLN放弃停火。为实现这一目标，OAS在3月份每天引爆超过100枚炸弹，平均每天爆炸达120起，目标包括医院和学校。在政府广场，OAS从欧洲人据点巴布瓦德发射了24枚迫击炮弹，造成数十名阿拉伯居民死亡。3月21日，OAS发布传单，宣称法国军队已沦为一支“占领军”。OAS还组织了汽车炸弹袭击：1962年2月28日在奥兰造成25人死亡，5月2日在阿尔及尔造成62人死亡，等等。3月22日，OAS占领了巴布瓦德，袭击法国士兵，造成6名士兵死亡。法国军队随即包围并强攻该街区，这场战斗造成15名法国士兵和20名OAS成员死亡，另有150人受伤。3月26日，OAS领导人宣布在阿尔及尔举行总罢工，并号召欧洲定居者前往巴布瓦德，试图突破效忠戴高乐和共和国的军队的封锁。在著名的“伊斯利街枪击事件”中，一支由穆斯林士兵组成的散兵部队向示威者开火，造成54人死亡，140人受伤，欧洲定居者群体由此受到极大震撼。与此同时，200名OAS马基从阿尔及尔出发，向位于奥兰和阿尔及尔之间的瓦尔塞尼斯山区进军，试图攻占两个法国军队哨所，并争取当地效忠法国的穆斯林部落的支持，但最终遭到由阿尔贝·布罗捷上校率领的外籍军团部队连续数日围剿，被彻底击溃。直到4月10日，法国军队与OAS之间在奥兰仍有手榴弹和迫击炮交火，至少有一名中尉和一名少尉在战斗中被OAS打死。
1962年4月，OAS领导人拉乌尔·萨朗被捕。尽管OAS持续发动爆炸袭击，民族解放阵线仍坚定履行停火协议。进一步而言，1962年6月17日，OAS也开始停火。阿尔及利亚当局正式承诺保障剩余欧洲裔的安全，但在1962年7月初，奥兰大屠杀爆发，数百名武装人员涌入该市的欧洲裔居住区，袭击欧洲裔平民。暴力持续了数小时，整个奥兰市不同地区发生了平民在民族解放军（民族解放阵线武装力量，当时正演变为阿尔及利亚人民国民军）的支持下进行的公开私刑和酷刑等暴行。
到1963年，OAS的主要成员要么被处决，要么流亡海外，或被监禁。克洛德·皮耶和阿尔贝·多韦卡尔于1962年6月7日被枪决，罗歇·德盖尔德尔于1962年7月6日被枪决。虽然让·巴斯蒂安-蒂里并非OAS正式成员，但因策划了在小克拉马对戴高乐的刺杀行动，也于1963年3月11日被处决。随着1965年吉勒·布夏被捕，该组织实际上不复存在。1968年7月，戴高乐根据一项特赦法案赦免了被监禁的OAS成员。1982年11月，在世的兵变将军们通过另一项特赦法重新被接纳入法国军队，拉乌尔·萨朗、埃德蒙·茹奥和另外六名将军均受益于该法案。

## 后世影响
在法国，活跃于20世纪70年代和80年代的反阿拉伯团体查理·马特集团由OAS老兵组建。1970年贝桑松法院袭击事件的肇事者之一也是前OAS成员。2016年11月，一个极右翼恐怖组织在法国出现，自称“社会军事组织”（Organisation d’armées sociales，简称OAS），该缩写致敬于最初的“秘密军事组织”（Organisation Armée Secrète）。该组织受安德斯·贝林·布雷维克的启发，计划袭击土耳其烤肉店、清真寺、毒贩和政治人物，但还未实施任何袭击便被法国当局捣毁。 
许多OAS成员后来参与了世界各地的反共斗争。在该组织解散和部分成员被处决后，OAS的随行神职人员乔治·格拉塞组织了OAS成员的逃亡路线，从巴黎出发，途经佛朗哥统治下的西班牙，最终抵达阿根廷。格拉塞于1962年来到布宜诺斯艾利斯，负责管理整合主义团体公教城的阿根廷分部。公教城是君主主义组织法兰西行动的一个分支，由夏尔·莫拉斯的私人秘书让·乌塞创立。这个反共宗教组织的成员中有许多阿尔及利亚战争老兵及OAS的亲近者。夏尔·拉舍鲁瓦和特兰基耶上校也在其中，他们在《现代战争：法国对反暴乱的看法》（1961年）一书中提出了系统性使用酷刑的反暴乱理论；此外还有让·加尔德上校，他早在第一次印支战争期间便首次提出反暴乱战术。加尔德于1963年来到阿根廷，即阿尔及利亚战争结束一年后。他在阿根廷海军机械高等学校（ESMA）教授反暴乱课程。该校在20世纪70年代的“肮脏战争”期间因作为拘留和酷刑中心而臭名昭著。不久之后，加尔德结识了阿根廷海军中校费德里科·卢卡斯·鲁西永，在此期间ESMA的学员们被组织观看了意大利导演吉洛·彭特克沃于1966年拍摄的电影《阿尔及尔之战》，影片中虚构的马蒂厄中校及其伞兵部队系统性地使用酷刑、街区管制以及死亡飞行等手段。
2007年1月，阿根廷海军上将路易斯·马里亚·门迪亚作证称，一名法国情报特工贝特朗·德·佩瑟瓦尔曾参与绑架和“消失”两名法国修女莱奥妮·迪凯和艾丽斯·多蒙。佩瑟瓦尔现居泰国，他否认与此次绑架事件有任何关联，但承认自己曾是OAS成员，在《埃维昂协议》签署后逃往阿根廷。
OAS的记忆与神话化至今仍对欧洲极右翼具有重要影响，促成了一种激进形式的西方主义的形成，这种意识形态将西方白人在全球对其他民族的主宰地位视为理所当然。在其活动期间，OAS促成了法国极右翼意识形态的转变，从极端民族主义转向了一种西方主义立场，认为美国是对抗共产主义、去殖民化和阿拉伯民族主义的西方世界的主要捍卫者。这一观点至今仍持续影响着欧洲极右翼。

### 提及秘密军事组织的文化作品
OAS在伊恩·弗莱明1963年的小说《女王密使》中被提及。詹姆斯·邦德未来的岳父、科西嘉犯罪集团“科西嘉联盟”首领马克-安热在第24章中提到OAS，因为OAS掌握了一架法国军用直升机。由于OAS欠马克-安热和“科西嘉联盟”的人情，这架直升机被借给了军情六处——马克-安热与科西嘉联盟合作，企图阻止恩斯特·斯塔夫罗·布罗菲尔德发动针对英国农业的生物战计划。
OAS在杰克·希金斯1964年的小说《狮之怒》中也占据重要地位，书中该组织策反了一艘法国海军潜艇的船员，用其执行复仇任务。
阿兰·卡瓦利埃1964年的电影《逃兵》中，阿兰·德龙饰演一名从法国外籍军团逃出的逃兵，参与OAS的一次绑架行动。卡瓦利埃早在1962年的电影《小岛上的决斗》中就涉及过这个主题，由罗密·施奈德和让-路易·特兰蒂尼昂主演。虽然电影未直接提及OAS的缩写，但背景设定即OAS发动爆炸和暗杀活动的时期。
OAS在弗雷德里克·福赛思1971年的小说《豺狼的日子》及其电影改编版中也有重要描写。该故事主要讲述了一个虚构的针对夏尔·戴高乐的刺杀阴谋，OAS雇佣一名英国职业杀手“豺狼”来刺杀戴高乐。让·巴斯蒂安-蒂里和小克拉马刺杀阴谋在故事开头部分占据重要位置。
OAS也在奥利弗·斯通的电影《刺杀肯尼迪》中被提及，片中被怀疑为共谋者的克莱·萧尔（由汤米·李·琼斯饰演）被指控与OAS有商业联系。

## 组织

### 指挥链
秘密军事组织分为三个部分，每个部分都有自己的敢死队小组。
| 分部                                                                                      | 角色                       | 负责人                                                                        | 小队                                                                |
| ----------------------------------------------------------------------------------------- | -------------------------- | ----------------------------------------------------------------------------- | ------------------------------------------------------------------- |
| ODM Organisation-Des-Masses 群众组织                                                      | 秘密军事组织的招募         | 让·加尔德 米歇尔·勒鲁瓦                                                       | 无                                                                  |
| APP Action-Psychologique-Propagande 心理战与宣传                                          | 秘密军事组织的宣传         | 让-雅克·苏西尼                                                                | Z突击队 （Z源自创建者让-马塞尔·扎加梅）                             |
| ORO Organisation-Renseignement-Opération 组织、情报与规划 -BCR 情报中央局 -BAO 情报行动局 | 秘密军事组织的地面行动规划 | 让-克洛德·佩雷 让·拉兰纳（BCR） 罗歇·加武里（BAO） 阿尔贝·多韦卡尔（德尔塔1） | 德尔塔突击队 （D源自创始人罗歇·德盖尔德尔） 德尔塔1 德尔塔2 德尔塔3 |